# المرأة في الدرعيات
نظرا لاختلاف دور المرأة في المجتمعات السابقة، زادت أدوارهن حسب علامات النبل عند النساء. فتطورت أدوار النساء وعلامات النبل في كل مكان على حدا ولا توجد قاعدة واحدة يمكن تطبيقها على كل مكان. وبشكل عام فإن علامات النبل صورت في الأغلب على هيئة ماسة أو شكل بيضاوي لا على الدروع. هناك عدة قواعد حسب حالة المرأة الاجتماعية، فالمرأة المتزوجة يمكنها الاستفادة من علامات النبل لدى زوجها بالإضافة إلى أفراد عائلتها. وتبقى هذه الأنظمة مختلفة بالنسبة لعلامات النبل في الثقافتين الانجليزية والاسكتلندية

## معرض صور

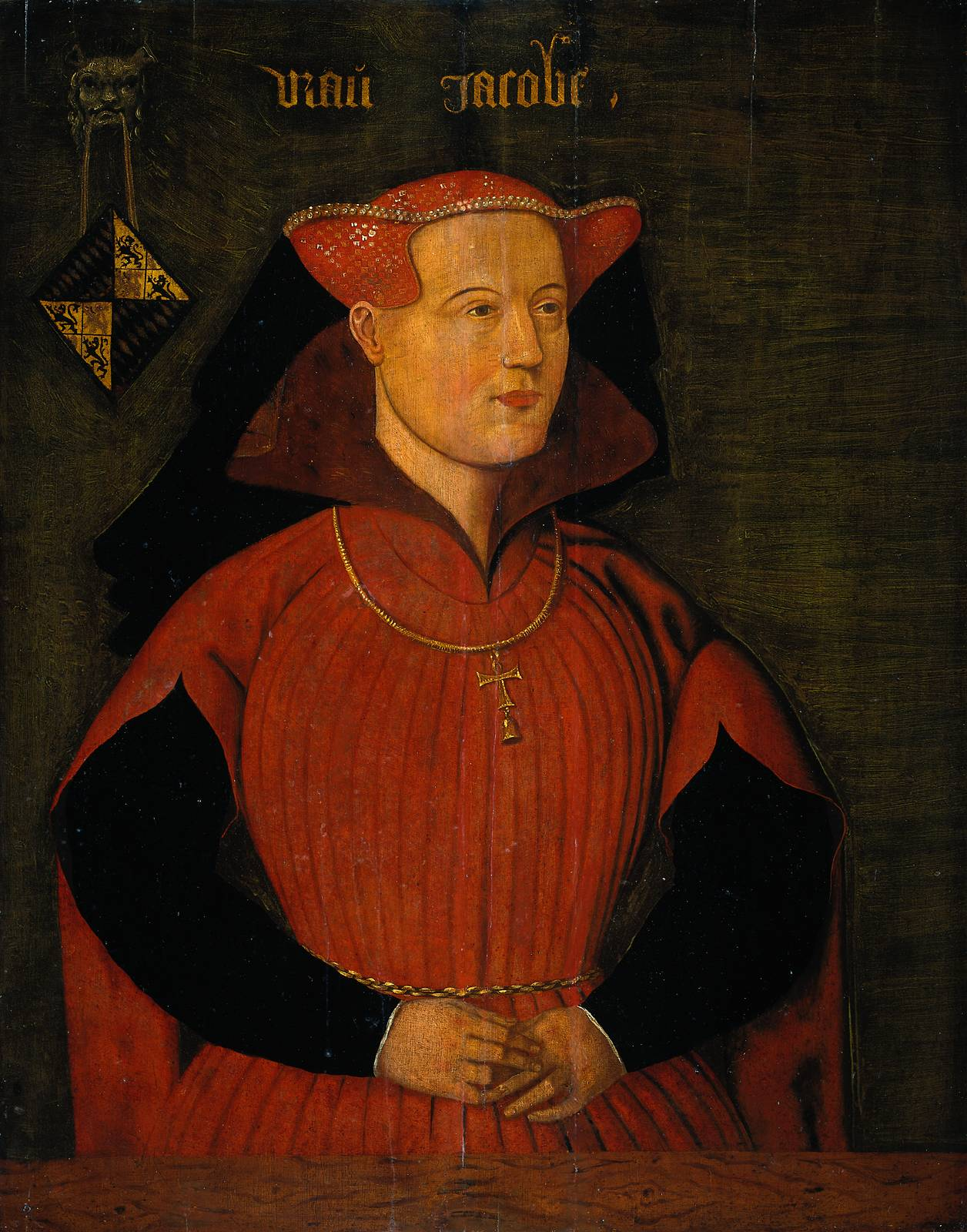
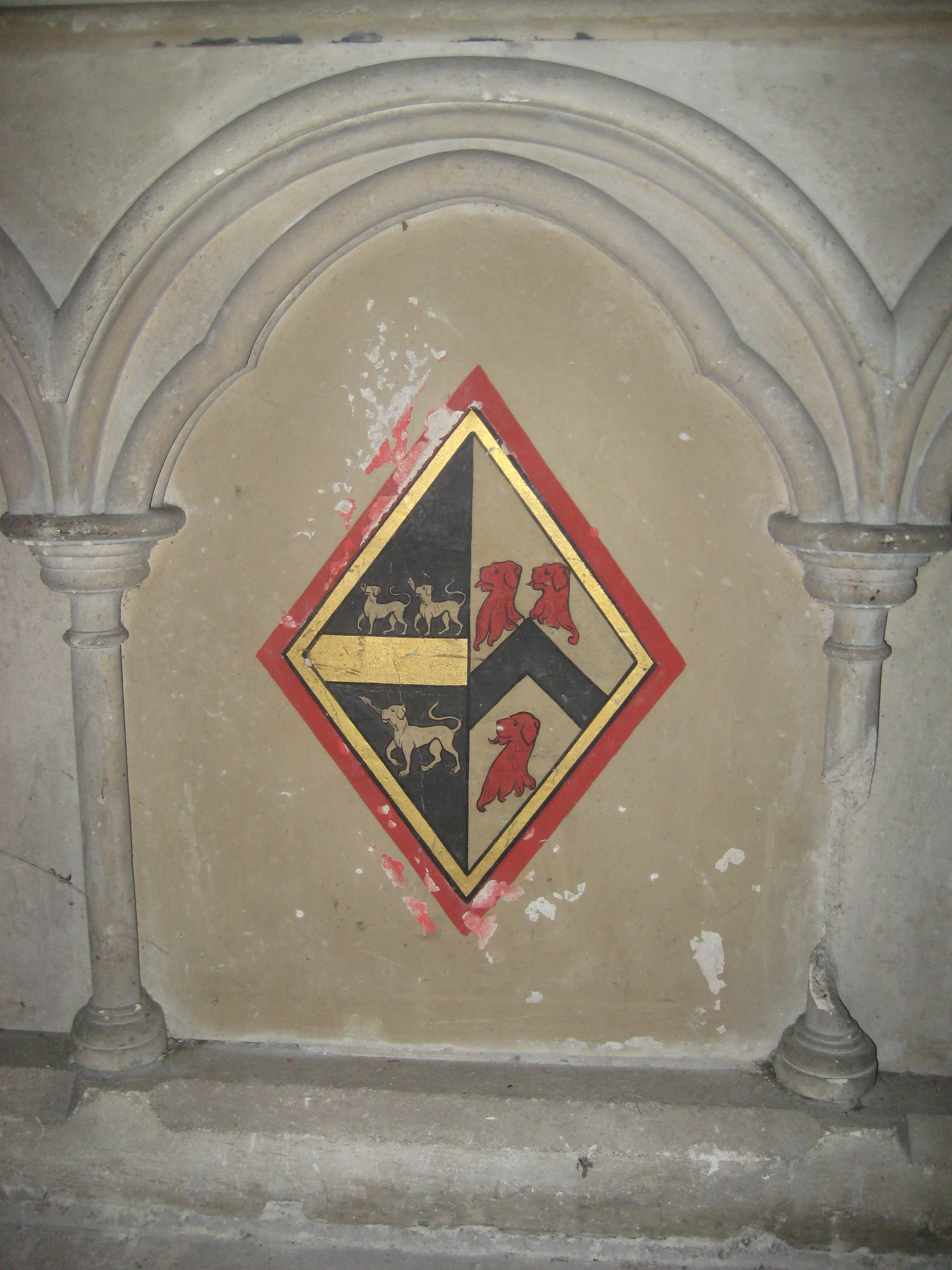
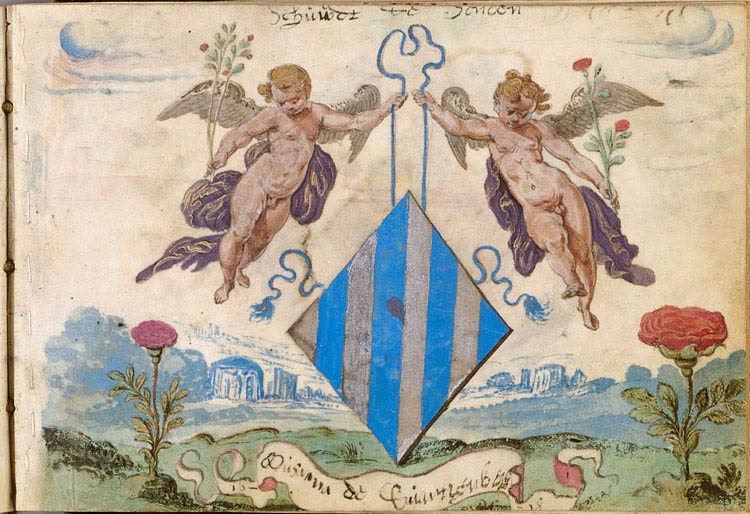
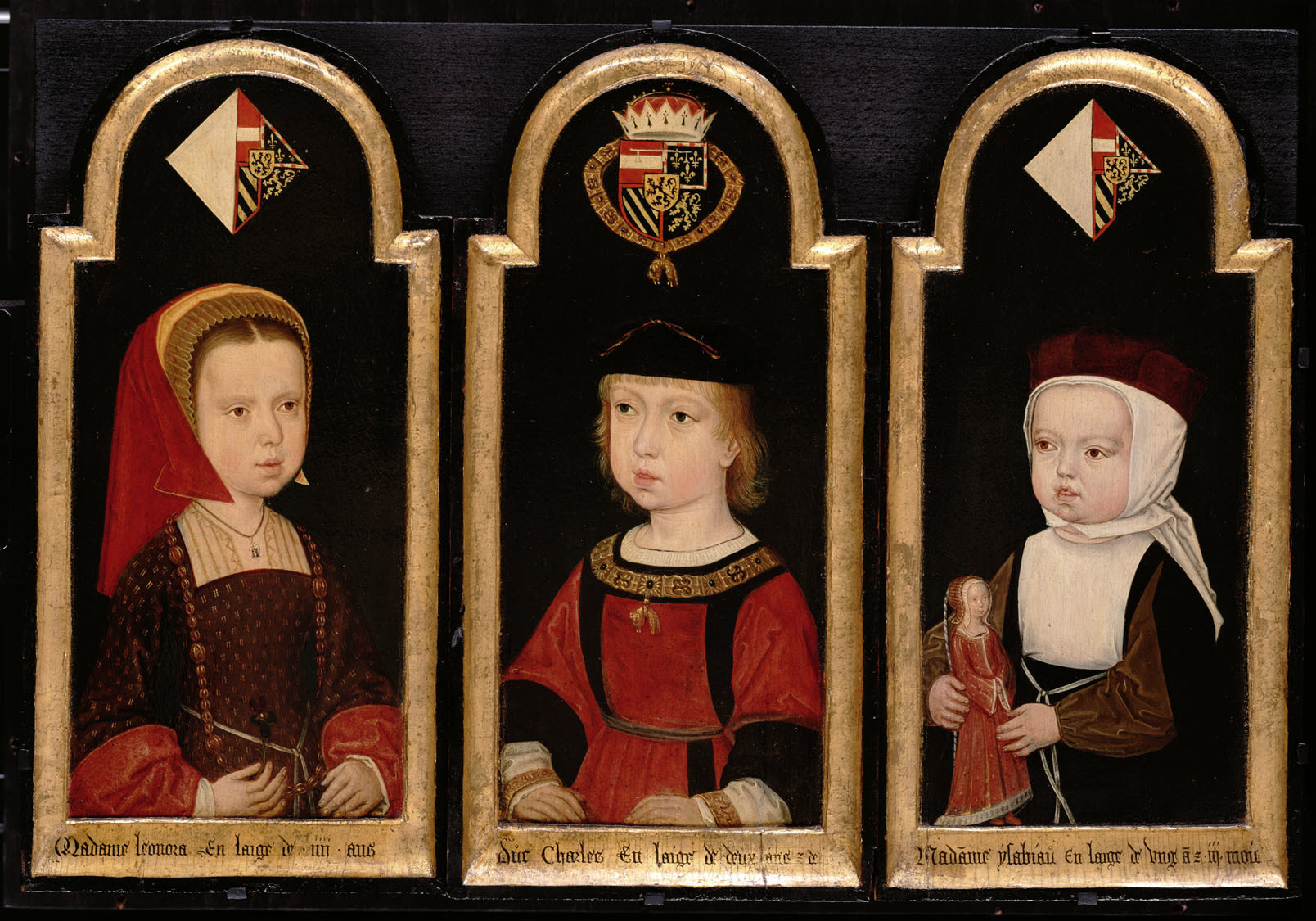
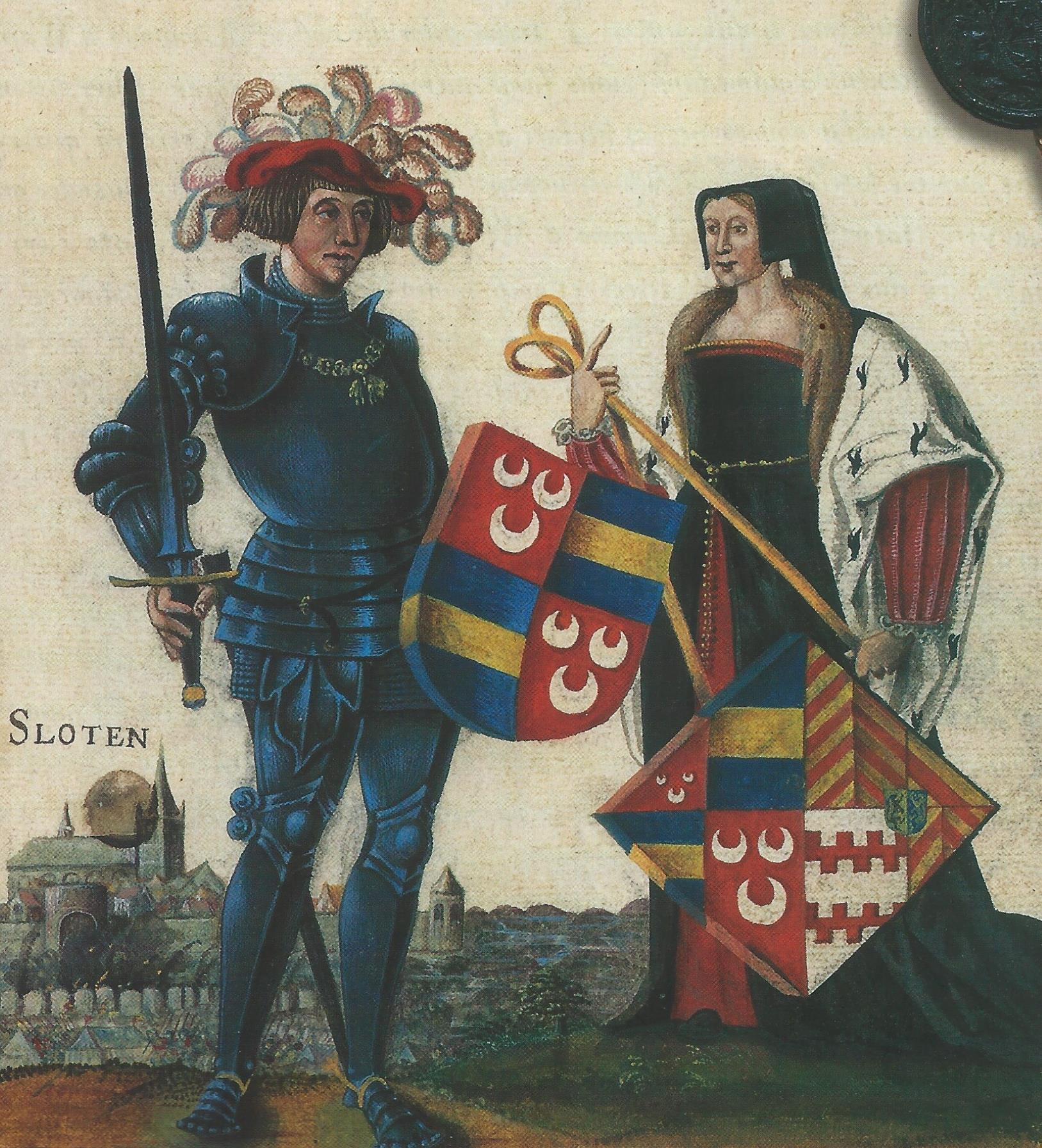